# قطعنامه ۱۲۷۱ شورای امنیت
قطعنامه ۱۲۷۱ شورای امنیت سازمان ملل متحد که در تاریخ ۲۲ اکتبر ۱۹۹۹ تصویب شد، سندی بین‌المللی دربارهٔ بررسی وضعیت در جمهوری آفریقای مرکزی است. این قطعنامه طی نشست ۴۰۵۶ام با ۱۵ رای موافق، ۰ مخالف و ۰ ممتنع تصویب شد.